# Polleniopsis stenacra
Polleniopsis stenacra är en tvåvingeart som beskrevs av Fan och Chen 1988. Polleniopsis stenacra ingår i släktet Polleniopsis och familjen spyflugor. Inga underarter finns listade i Catalogue of Life.